# Look at My Dab
Look at My Dab è un singolo del gruppo musicale statunitense Migos pubblicato il 17 settembre 2015.

## Tracce
1. Look at My Dab – 3:44